# Paroisse de Pennfield
La paroisse de Pennfield est à la fois une paroisse civile et un ancien district de services locaux (DSL) canadien du comté de Charlotte, située au sud-ouest du Nouveau-Brunswick. Elle possède le plus ancien site archéologique de la province, découvert en 2011 et datant du Xe millénaire av. J.-C.. Dans le cadre de la réforme de la gouvernance locale du 1er janvier 2023, le territoire du DSL a été réparti entre la communauté rurale d'Eastern Charlotte et le district rural du Sud-Ouest.

## Toponyme
Pennfield fut nommé ainsi par les quakers originaires de Pennsylvanie en l'honneur de William Penn (1644-1718), fondateur de cet État américain.

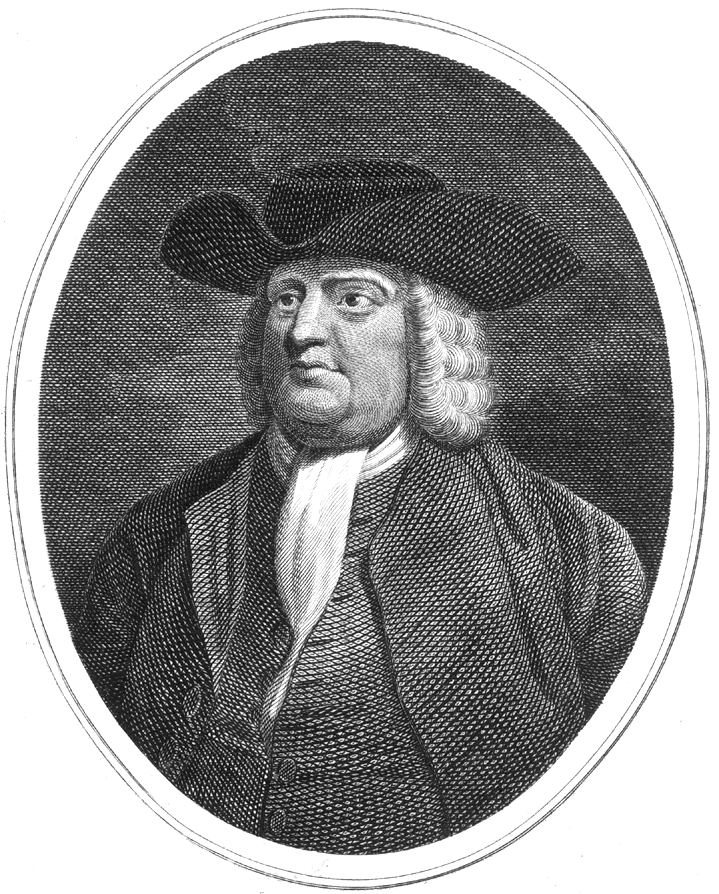
William Penn.

## Géographie

### Situation
La paroisse de Pennfield se trouve au sud-est du comté de Charlotte, à 65 kilomètres de route au sud-ouest de Saint-Jean et à 156 km au sud de Fredericton. La paroisse est bordée par la baie de Fundy au sud.
La paroisse de Pennfield est limitrophe Beaver Harbour, de Blacks Harbour et de Fundy Bay au sud-ouest, de la paroisse de Saint-George à l'ouest, de la paroisse de Clarendon au nord et de la paroisse de Lepreau à l'est. La ville la plus proche est Saint-George, à 9 km à l'ouest.

### Hameaux et lieux-dits
La paroisse comprend les hameaux de Big Ovens, Crow Harbour, Justassons Corner, Pennfield, Pennfield Corner, Pennfield Ridge, Seeleys Cove et Woodland.

## Histoire

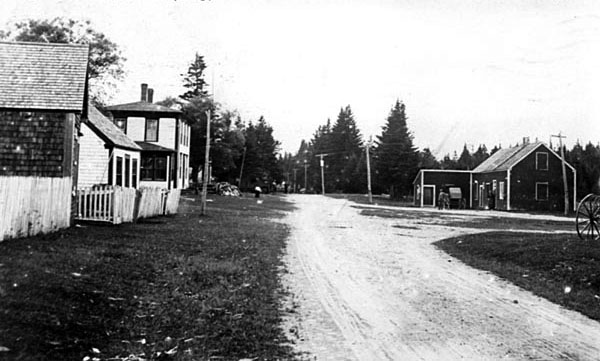
Pennfield Corner vers 1930.

Des artéfacts paléoaméricains ont été découverts en 2011 durant la construction d'une autoroute. Datant du Xe millénaire av. J.-C., ils sont les plus anciens découverts à ce jour dans la province; ils correspondraient à un important camp. La majeure partie des terres à l'époque étaient recouvertes de glaces. Plusieurs des artéfacts proviennent du Maine, d'où sont originaires les Paléoaméricains.
Selon William Francis Ganong, le nom de la pointe Indian, près de Justasons Corner, pourrait rappeler la présence d'un camp ou d'un village des Passamaquoddys ou des Malécites. Quoi qu'il en soit, les Passamaquoddys ont toujours un campement à l'anse Indian près de la pointe Lepreau au tournant du XXe siècle. La côte de la baie de Fundy est d'ailleurs la principale route navigable des Passamaquoddys, qui la fréquentent en canots de mâchecoui jusqu'au XXe siècle. Les remous sont toutefois dangereux à la pointe Lepreau et un portage est utilisé entre l'anse Indian et l'est de la pointe. La tradition orale affirme aussi l'existence d'une portage entre Little Lepreau et Dipper Harbour. La rivière Lepreau est une route peu fréquentée à cause de ses rapides.
Le territoire de la paroisse est colonisé en 1783 par une association loyaliste de Pennsylvanie, pour laquelle une ville appelée Belleview est fondée sur le site de Beaver Harbour. Seeleys Cove est fondé en 1784 ou 1785 par le Loyaliste Justus Seely. La paroisse de Pennfield est érigée en 1786. Belleview compte 200 maisons en 1787, l'année où elle est détruite dans un incendie. Seuls quelques habitants demeurent à cet endroit, la plupart se déplaçant à Pennfield Ridge, à Maces Bay ou ailleurs. Des immigrants se sont ensuite joints à la population de Pennfield Ridge. Finalement, les Loyalistes ont fondé les autres localités de la paroisse.
L'école élémentaire Pennfield est inaugurée en 1950.
La municipalité du comté de Charlotte est dissoute en 1966. La paroisse de Pennfield devient un district de services locaux en 1967.

## Démographie
(août 2016).
D'après le recensement de Statistique Canada, il y avait 2417 habitants en 2001, comparativement à 2275 en 1996, soit une hausse de 6,2 %. La paroisse compte 1014 logements privés, a une superficie de 363,96 km2 et une densité de population de 6,6 habitants par kilomètre carré.

## Économie
Entreprise Charlotte, membre du Réseau Entreprise, a la responsabilité du développement économique.

## Administration

### Comité consultatif
En tant que district de services locaux, Pennfield est administré directement par le Ministère des Gouvernements locaux du Nouveau-Brunswick, secondé par un comité consultatif élu composé de cinq membres dont un président.

### Commission de services régionaux
La paroisse de Pennfield fait partie de la Région 10, une commission de services régionaux (CSR) devant commencer officiellement ses activités le 1er janvier 2013. Contrairement aux municipalités, les DSL sont représentés au conseil par un nombre de représentants proportionnel à leur population et leur assiette fiscale. Ces représentants sont élus par les présidents des DSL mais sont nommés par le gouvernement s'il n'y a pas assez de présidents en fonction. Les services obligatoirement offerts par les CSR sont l'aménagement régional, l'aménagement local dans le cas des DSL, la gestion des déchets solides, la planification des mesures d'urgence ainsi que la collaboration en matière de services de police, la planification et le partage des coûts des infrastructures régionales de sport, de loisirs et de culture; d'autres services pourraient s'ajouter à cette liste.

### Représentation et tendances politiques
Nouveau-Brunswick: Pennfield fait partie de la circonscription provinciale de Charlotte-les-Îles, qui est représentée à l'Assemblée législative du Nouveau-Brunswick par Rick Doucet, du Parti libéral. Il fut élu en 2006 et réélu en 2010.
 Canada: Pennfield fait partie de la circonscription électorale fédérale de Nouveau-Brunswick-Sud-Ouest, qui est représentée à la Chambre des communes du Canada par Gregory Francis Thompson, ministre des Anciens Combattants et membre du Parti conservateur. Il fut élu lors de la 40e élection fédérale, en 1988, défait en 1993 puis réélu à chaque fois depuis 1997.

## Vivre dans la paroisse de Pennfield
L’école élémentaire de Pennfield accueille les élèves de la maternelle à la 4e année. C'est une école publique anglophone faisant partie du district scolaire #10. Il n'y a aucune école francophone dans le comté, les plus proches étant à Saint-Jean ou Fredericton. Les établissements d'enseignement supérieurs les plus proches sont quant à eux situés dans le Grand Moncton.
Pennfield Ridge possède une caserne de pompiers. Le détachement de la Gendarmerie royale du Canada le plus proche est à Pointe-Lepreau. Il y a un bureau de poste à Pennfield.
L'église Christ Church de Pennfield est une église anglicane.
Les anglophones bénéficient du quotidien Telegraph-Journal, publié à Saint-Jean, et de l'hebdomadaire Saint Croix Courier, publié à Saint-Stephen. Les francophones ont accès par abonnement au quotidien L'Acadie nouvelle, publié à Caraquet, ainsi qu'à l'hebdomadaire L'Étoile, de Dieppe.